# TAAG
TAAG A Sua Companhia de Sempre
(TAAG Toujours Votre Compagnie)

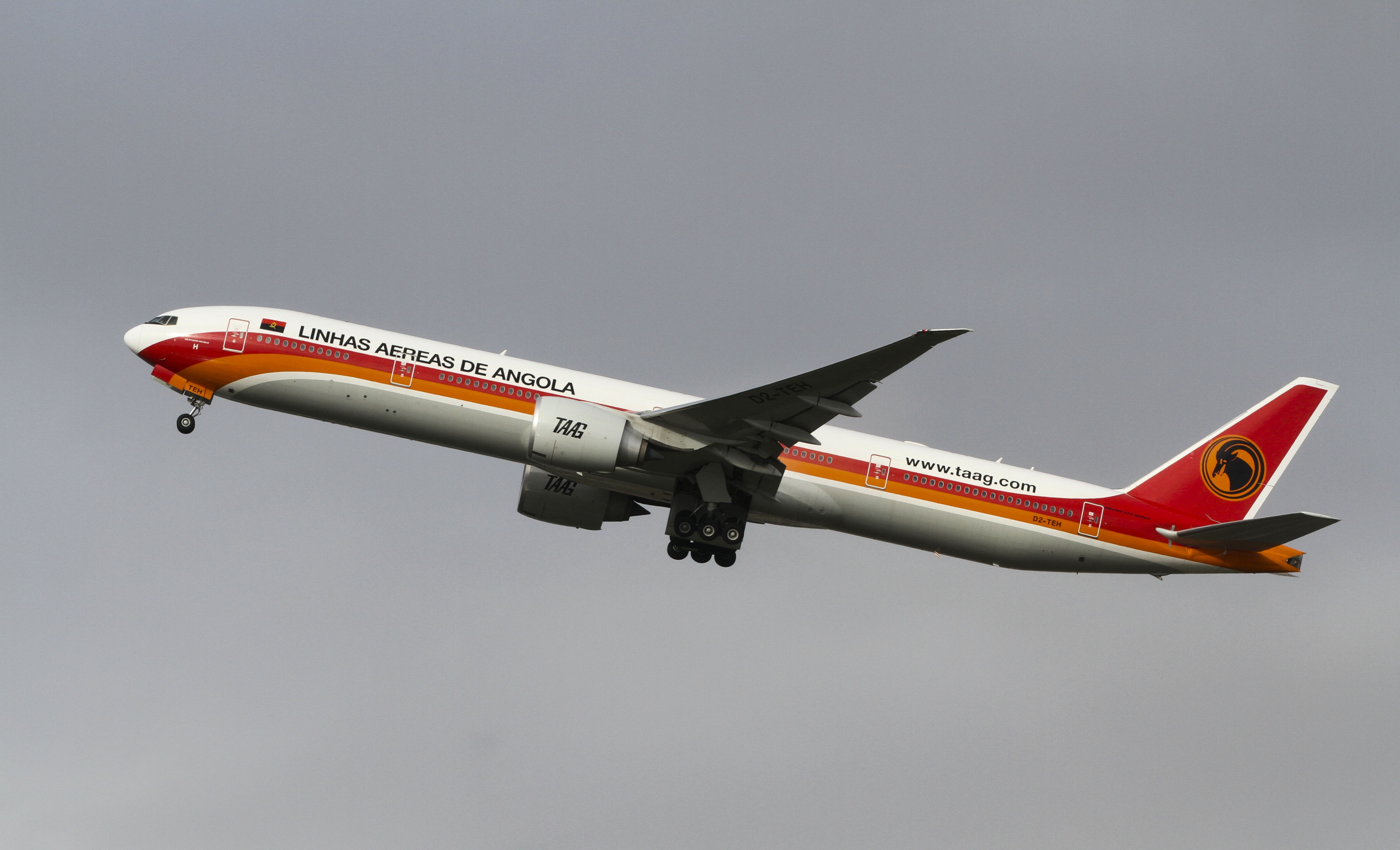
TAAG Boeing 777-3M2ER au décollage de l'Aéroport international de Lisbonne, décembre 2012.

TAAG Angola Airlines, en portugais Linhas Aéreas de Angola, est la compagnie aérienne nationale de l'Angola. TAAG est à l'origine un acronyme pour Transportes Aéreos Angolanos.

## Histoire
En 1938, un décret permet la création de la DTA – Divisão dos Transportes Aéreos.
En 1973, la DTA se transforme en société avec un capital social mixte ayant pour désignation TAAG – Transportes Aéreos de Angola, S.A.R.L ; bien qu'il ait été plus communément connu comme TAAG - Linhas Aéreas de Angola (en anglais : TAAG - Angola Airlines) depuis. 
La TAAG assure des vols internes et commence des vols régionaux pour Sao Tomé-et-Principe et Windhoek. Les trajets Luanda-Paris-Orly et les liaisons vers Maputo, Beira et Salisbury (aujourd'hui Harare) sont assurées par la TAP Portugal.
En 1975, à la suite de la déclaration d'indépendance de l'Angola, la société nationale TAAG - Linhas Aéreas de Angola est créée. Dès lors, des négociations sont ouvertes avec la TAP Portugal pour la participation de la TAAG sur les vols Luanda-Paris.
En 1986, la brusque augmentation des prix du pétrole et la situation politique du pays obligent la société à faire un effort spécial. La paralysie des moyens de transports routiers et ferroviaires oblige la TAAG à réaliser des vols entre les principales villes ; le taux d'occupation des avions est alors rarement inférieur à 100 %. Durant de nombreuses années, la TAAG demeure le seul moyen de transport entre les différentes villes du pays.
En 1991, deux nouvelles sociétés autonomes sont créées : Angola - Air Charter, pour les vols charters de marchandises et de passagers, et la Sociedade de Aviação Ligeira, S.A.R.L., pour un service d'avion-taxi et de vols spécifiques, lutte incendie, etc.
En 1993, la ligne vers Harare (Zimbabwe) est ouverte.
En 1994, la TAAG ouvre une ligne vers Johannesburg (Afrique du Sud).
En 1995, la ligne vers Lusaka (Zambie) est rouverte après plusieurs années d'interruption.
Le 8 juillet 1997, la TAAG s'équipe de son premier Boeing 747 (D2-TEA).
En novembre 2006, la flotte de la TAAG s'agrandit avec trois B777-200ER (D2-TED, D2-TEF, D2-TEE), quatre B737-700NG (D2-TBF, D2-TBX, D2-TBJ, D2-TBG) et un Boeing 747(D2-TEB).
Le 23 novembre 2010, la Commission européenne modifie la liste des compagnies aériennes faisant l’objet d’une interdiction d’exploitation au sein l’UE. La compagnie TAAG n'est désormais plus sur la liste des transporteurs aériens interdits dans l'Union européenne.
Fin 2023, la TAAG se dote d'une nouvelle équipe dirigeante, quelques mois avant le déménagement dans le nouvel aéroport de Luanda. Ces changements précèdent également la future privatisation du groupe.
Le 30 decombre 2024, le loueur AerCap, annonce avoir signé un accord de vente et de concession-bail avec la compagnie Angolaise pour un nouvel avion Boeing 787-9 Dreamliner. Pour TAAG Angola Airlines cet accord avec AerCap représente une étape importante vers la modernisation de la flotte, vers l'efficacité et les normes de pointe, ainsi qu'exploiter la capacité pour TAAG Angola Airlines de relier l'Angola à des destinations internationales clés.

## Flotte
Le 1er mars 2025, la flotte de la TAAG est constituée de 13 avions :
- 1 Airbus A330-300
- 7 Boeing 737-700
- 3 Boeing 777-200
- 5 Boeing 777-300ER
- 2 Airbus A220-300
- 1 Boeing 787-9

## Destinations
Les vols réguliers internationaux ont pour destination, au départ de Luanda:  
En Afrique 
- Accra
- Abidjan
- Brazzaville
- Le Cap
- Johannesburg
- Harare
- Kinshasa
- Lagos
- Maputo
- Sal
- Sao Tomé-et-Principe
- Lusaka
- Windhoek

En Europe
- Lisbonne
- Porto
- Madrid

En Amérique
- La Havane
- São Paulo

Et ses vols internes ont pour destination, au départ de Luanda :
- Benguela (Catumbela)
- Cabinda
- Dundo
- Huambo
- Kuito
- Lubango
- Luena
- Malanje
- Menongue
- Namibe
- Ondjiva
- Saurimo
- Soyo

## Partenariat
C'est une compagnie partenaire de Flying Blue.

## Liens
- Site officiel
- Notices d'autorité :   - VIAF
  - LCCN
  - WorldCat